# Telpek

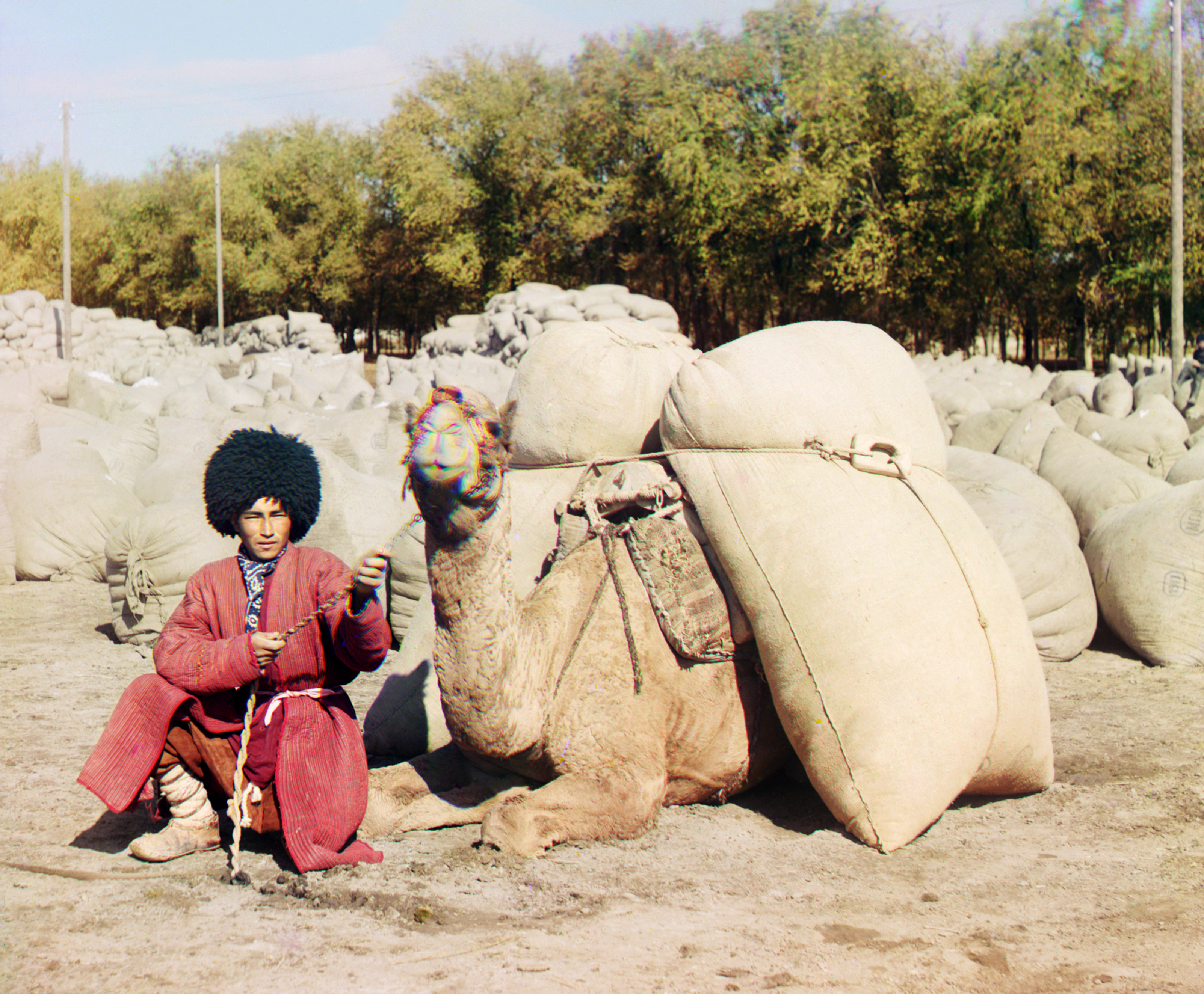
Ein turkmenischer Mann mit einem schwarzen Telpek (um 1910)

Der Telpek ist eine turkmenische Kopfbedeckung, die zur traditionellen Kleidung der Turkmenen gehört. Sie ist in Turkmenistan weit verbreitet, aber auch bei den Turkmenen Afghanistans und Irans beliebt. Vor allem in Afghanistan wird sie unter anderem auch von der nicht-turkmenischen Bevölkerung wie den Paschtunen und der Persischsprechenden Bevölkerung im Westen des Landes getragen.

## Machart

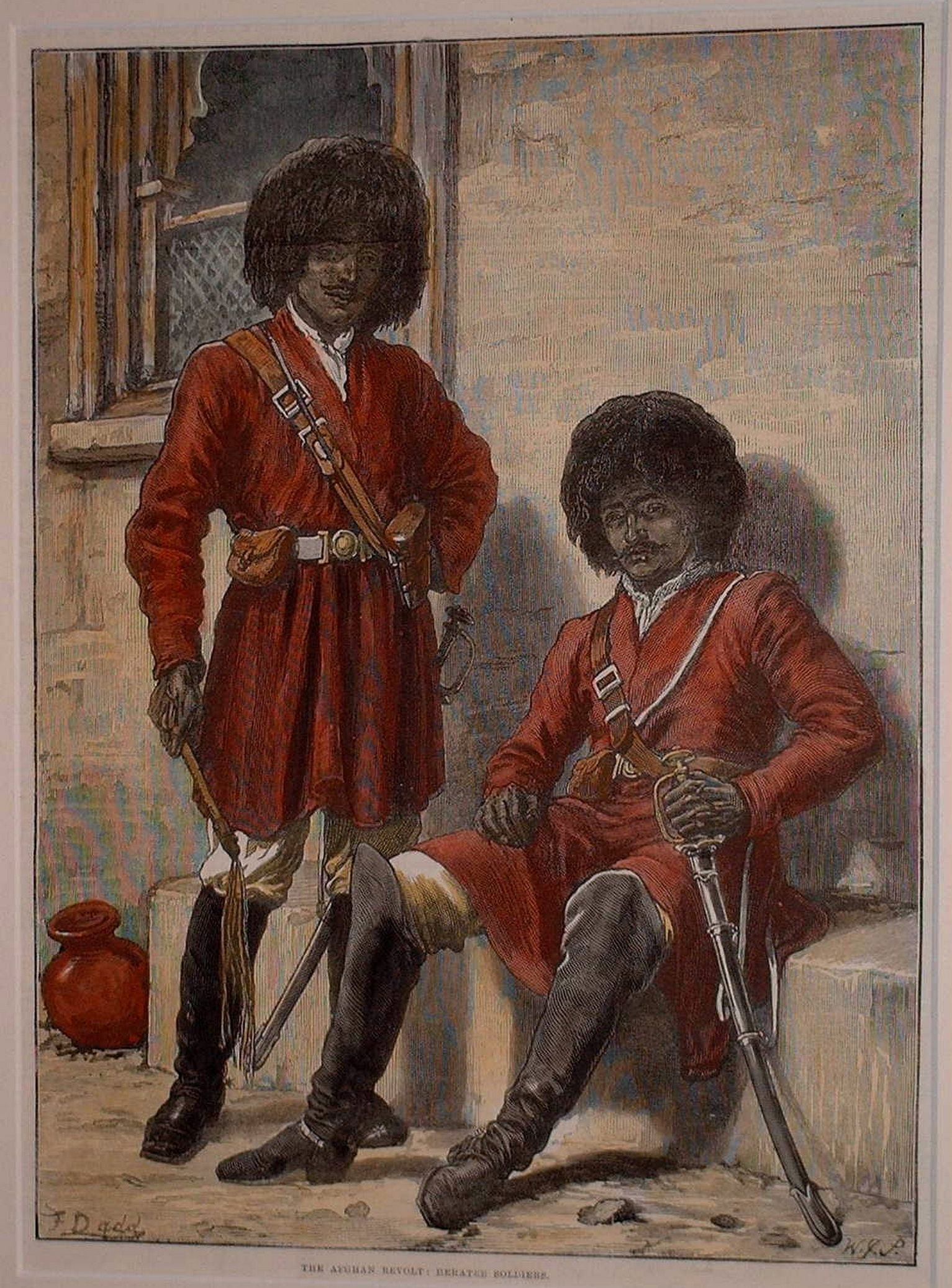
Afghanische Soldaten aus Herat im Jahre 1879

Die Grundlage des Telpeks bildet eine Kappe aus weichem Leder. Diese wird nach außen hin mit Schafsfell bedeckt, die Farbe variiert je nach der Art des verwendeten Schafsfells zwischen Weiß, Schwarz und Dunkelbraun. Um eine Verformung der relativ flexibel gearbeiteten Kopfbedeckung zu vermeiden, gibt es eigens dafür angefertigte Kugeln aus Maulbeerbaumholz, auf denen der Telpek platziert werden kann.

## Verbreitung

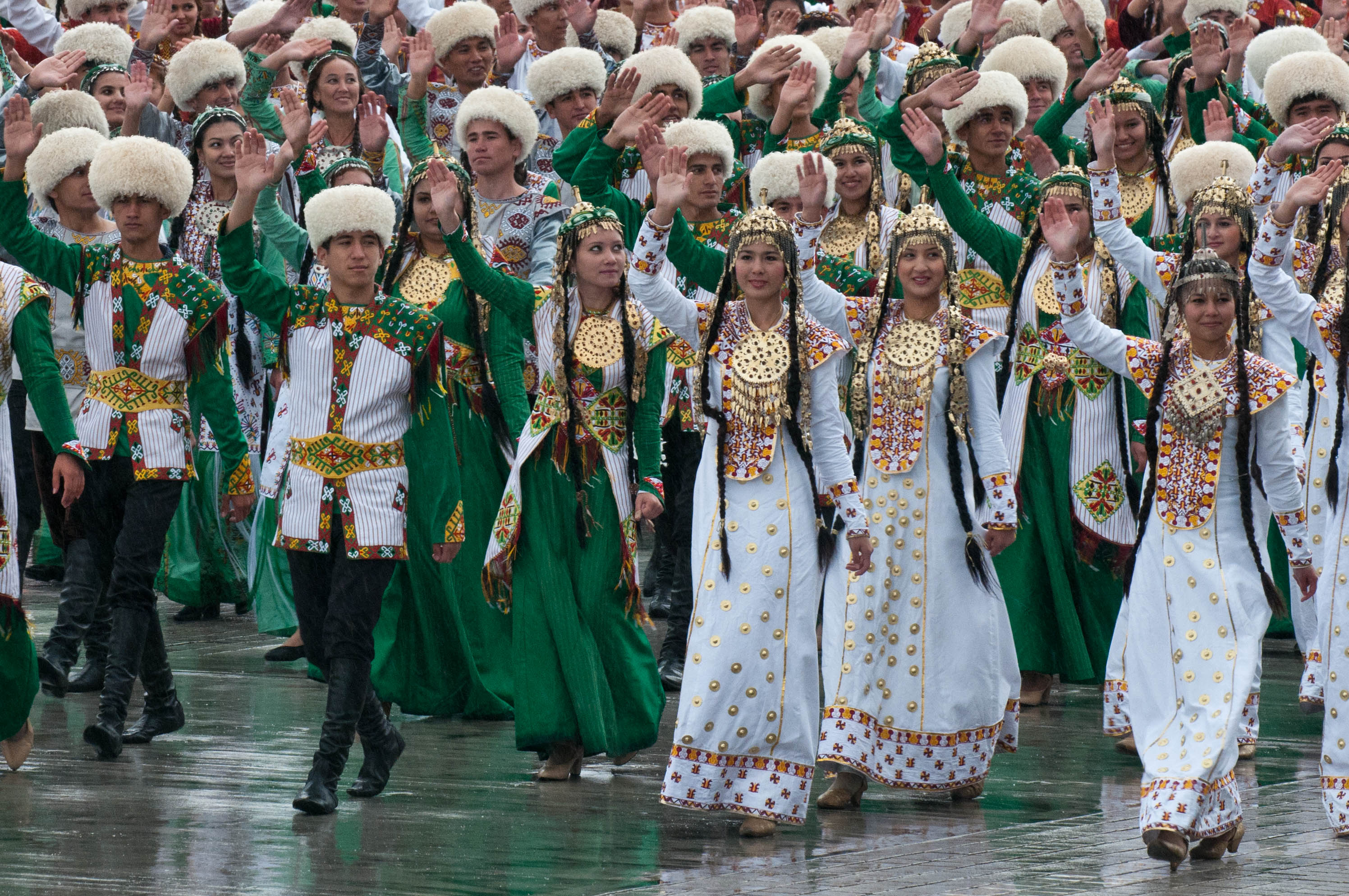
Parade anlässlich des 20. Jahrestags der Unabhängigkeit, die Männer tragen den Telpek

Insbesondere abseits der größeren Städte Turkmenistans erfreut sich der Telpek bei der Landbevölkerung noch großer Beliebtheit. Hier spielen auch die praktischen Vorteile der traditionellen Kopfbedeckung eine Rolle, da sie isolierende Eigenschaften aufweist, die in Turkmenistan bei den teilweise extremen Temperaturen im positiven wie im negativen Bereich von entscheidender Bedeutung sind.
Zudem wird der Telpek heute als ein Zeichen turkmenischer Identität und Kultur verstanden und beispielsweise bei offiziellen Anlässen getragen. Auch Touristen interessieren sich häufig für die traditionelle turkmenische Kleidung und den Telpek.